# Skeleton-Juniorenweltmeisterschaft 2014
Die Skeleton-Juniorenweltmeisterschaft 2014 war die 12. Austragung der Skeleton-Juniorenweltmeisterschaft und fand zwischen den 21. und dem 26. Januar 2014 in der Veltins-Eisarena in Winterberg im Hochsauerland statt. Die Jugend-Olympiasiegerin von 2012 Jacqueline Lölling aus Deutschland sicherte sich ihren ersten Weltmeistertitel im Juniorenbereich. Bei den Männern verhinderte Kilian von Schleinitz die Titelverteidigung von Christopher Grotheer und gewann den Junioren-Weltmeistertitel.

## Teilnehmende Nationen
| Europa (10 Nationen) |                                                        |
| --- | ------------------------------------------------------ |
| \| - Deutschland - Italien - Lettland - Niederlande - Österreich \| - Rumänien - Russland - Schweden - Schweiz - Slowenien \| |                                                        |
| Amerika (2 Nationen) |                                                        |
| - Kanada - Vereinigte Staaten                                                                                                 |                                                        |
| Ozeanien (1 Nation) |                                                        |
| - Australien |                                                        |
| - Deutschland - Italien - Lettland - Niederlande - Österreich                                                                 | - Rumänien - Russland - Schweden - Schweiz - Slowenien |

## Medaillenspiegel
| Platz | Land        |   |   |   |   |
| ----- | ----------- | - | - | - | - |
| 1     | Deutschland | 2 | 1 | – | 3 |
| 2     | Kanada      | – | 1 | – | 1 |
| 3     | Österreich  | – | – | 1 | 1 |
| 3     | Rumänien    | – | – | 1 | 1 |
| Total | Total       | 2 | 2 | 2 | 6 |

## Medaillengewinner
| Wettbewerb | Gold                  | Gold        | Silber               | Silber      | Bronze        | Bronze      |
| Wettbewerb | Sportler              | Leistung    | Sportler             | Leistung    | Sportler      | Leistung    |
| ---------- | --------------------- | ----------- | -------------------- | ----------- | ------------- | ----------- |
| Frauen     | Jacqueline Lölling    | 1:59,93 min | Elisabeth Vathje     | 2:00,15 min | Maria Mazilu  | 2:00,89 min |
| Männer     | Kilian von Schleinitz | 1:56,88 min | Christopher Grotheer | 1:57,01 min | Raphael Maier | 1:57,42 min |